# Weßling
Weßling est une commune de Bavière (Allemagne), située dans l'arrondissement de Starnberg, dans le district de Haute-Bavière. Elle est implantée à 20 kilomètres à l'ouest de Munich.
Sur son territoire est établi le Centre allemand pour l'aéronautique et l'astronautique (DSR), dans le hameau d'Oberpfaffenhofen.